# Kračali
Kračali este o localitate din comuna Sodražica, Slovenia, cu o populație de 39 de locuitori.